# Блиново (Кирилловский район)
Блиново — деревня в Кирилловском районе Вологодской области.
Входит в состав Коварзинского сельского поселения, с точки зрения административно-территориального деления — в Коварзинский сельсовет.
Расстояние по автодороге до районного центра Кириллова — 43 км, до центра муниципального образования Коварзино — 7 км. Ближайшие населённые пункты — Керманово, Гора-1, Никифорово.
По переписи 2002 года население — 9 человек.